# Liste der denkmalgeschützten Objekte in Krumbach (Niederösterreich)
Die Liste der denkmalgeschützten Objekte in Krumbach enthält die 14 denkmalgeschützten unbeweglichen Objekte der Gemeinde  Krumbach im niederösterreichischen Bezirk Wiener Neustadt-Land.

## Denkmäler
| Foto |                 | Denkmal                                                                | Standort                                              | Beschreibung | Metadaten |
| ---- | --------------- | ---------------------------------------------------------------------- | ----------------------------------------------------- | --- | --- |
| ja   | Datei hochladen | Erasmuskreuz HERIS-ID: 30255 Objekt-ID: 26995                          | bei Bundesstraße 55 Standort KG: Krumbach             | Anfang des 16. Jahrhunderts, schlichtes, niedriges Steinkreuz, Grenzzeichen zwischen den Landgerichtsbezirken Krumbach und Wiener Neustadt (1501 Verleihung des Landesgerichtes Krumbach an Christoph III. von Puchheim) | BDA-Hist.: Q37932234 Status: Bescheid Stand der BDA-Liste: 2025-06-30 Name: Erasmuskreuz GstNr.: 1241/3                                            |
| ja   | Datei hochladen | Heimatmuseum, ehem. Bürgerspital HERIS-ID: 30246 Objekt-ID: 26985      | Bürgerspital 2 Standort KG: Krumbach                  | 1571 von Erasmus von Puchheim (1518–1571) gestiftet und bis 1910 als Bürgerspital (Altersheim) in Verwendung. Heute dient das Gebäude als Heimatmuseum. Direkt angeschlossen ist eine Kapelle. | BDA-Hist.: Q37932140 Status: § 2a Stand der BDA-Liste: 2025-06-30 Name: Heimatmuseum, ehem. Bürgerspital GstNr.: .34                               |
| ja   | Datei hochladen | Kath. Pfarrkirche hl. Stephan HERIS-ID: 30240 Objekt-ID: 26979         | gegenüber Kirchengasse 2 Standort KG: Krumbach        | Die Pfarrkirche hl. Stephan ist eine ehemalige Wehrkirche, die auf das Jahr 1281 zurückgeht. Um 1400 wurde sie um einen gotischen Turm, Pfeiler und Pechnasen erweitert. Im 17. Jahrhundert wurde der Innenraum umgestaltet (Tonnengewölbe und Wandpfeiler) und nochmals 1842/43 um einen Anbau erweitert. Qualitätsvolle Einrichtungen aus dem 17. und 18. Jahrhundert.                      | BDA-Hist.: Q14531652 Status: § 2a Stand der BDA-Liste: 2025-06-30 Name: Kath. Pfarrkirche hl. Stephan GstNr.: .1 Pfarrkirche hl. Stephan, Krumbach |
| ja   | Datei hochladen | Epitaph Johanna Kamerlocher HERIS-ID: 30242 Objekt-ID: 26981           | gegenüber Kirchengasse 2 Standort KG: Krumbach        | Inschrift: „Hier ruhet des Herrn Rudolph Kamerlocher Verwalters zu Krumbach und Kirchschlagh innigst geliebte Gattin Johanna geborne Junker gestorben am 2. Junius 1792 im 32. Jahr ihres Alters Weiht diesem Denkmal einen Blick die ihr vorüber geht ein Herz voll edlen Gaben des Gattens Lust der Kinder Glück liegt unter diesem Stein begraben“                                         | BDA-Hist.: Q37932100 Status: § 2a Stand der BDA-Liste: 2025-06-30 Name: Epitaph Johanna Kamerlocher GstNr.: .1 Epitaph Krumbach, Lower Austria     |
| ja   | Datei hochladen | Ehem. Pfarrhof HERIS-ID: 30241 Objekt-ID: 26980                        | Kirchengasse 1 Standort KG: Krumbach                  | Pfarrhof mit Kaplanei erbaut 1771/72 unter Pfarrer Ignaz Denschert im Rokokostil. 1986/87 renoviert und beherbergt seither Gruppenräume, die Pfarrbibliothek und eine Hauskapelle. Die alte Kaplanei (links) dient seit 1990 als Aufbahrungshalle. | BDA-Hist.: Q37932084 Status: § 2a Stand der BDA-Liste: 2025-06-30 Name: Ehem. Pfarrhof GstNr.: .2                                                  |
| ja   | Datei hochladen | Flur-/Wegkapelle (Haidbauerkapelle) HERIS-ID: 30259 Objekt-ID: 26999   | bei Königsegg 21 Standort KG: Krumbach                | 1828 durch Joseph und Maria Riegler neu erbaut. Die Kapelle beim Haidhof der Familie Blochberger ist seit 2006 denkmalgeschützt und wurde 2010 renoviert. Text der alten Votivtafel: „Diese Kapelle ist zur Ehere Gottes, und dero Sellisten Mutter Gottes Maria und seinen Heilligen, durch den Joseph Rigler und seiner Ehegemahlin Maria im Jahre 1828 zum Angedenken Neu erbauet worden.“ | BDA-Hist.: Q37932262 Status: Bescheid Stand der BDA-Liste: 2025-06-30 Name: Flur-/Wegkapelle (Haidbauerkapelle) GstNr.: 310/1                      |
| ja   | Datei hochladen | Figurenbildstock hl. Johannes Nepomuk HERIS-ID: 30252 Objekt-ID: 26992 | Tiefenbachstraße 1, in der Nähe Standort KG: Krumbach | 1754 errichtet, 1861 mit einer Kapelle eingehaust, welche Jahre später wieder abgerissen wurde. | BDA-Hist.: Q37932219 Status: § 2a Stand der BDA-Liste: 2025-06-30 Name: Figurenbildstock hl. Johannes Nepomuk GstNr.: 3202/2                       |
| ja   | Datei hochladen | Wohnhaus, ehem. Schule HERIS-ID: 30244 Objekt-ID: 26983                | Marktstraße 38 Standort KG: Krumbach                  | ehem. Schule, seit 1954 Wohnhaus | BDA-Hist.: Q37932117 Status: § 2a Stand der BDA-Liste: 2025-06-30 Name: Wohnhaus, ehem. Schule GstNr.: .25                                         |
| ja   | Datei hochladen | Schloss Krumbach HERIS-ID: 30245 Objekt-ID: 26984                      | Schloss 1 Standort KG: Krumbach                       | Im 13. Jahrhundert entstanden und in den kommenden Jahrhunderten zu einer mächtigen Burg, teilweise mit Schlosscharakter ausgebaut. Besitzer waren die Herren von Krumbach, Puchheim, Pálffy. 1993 wurde es renoviert und als Schlosshotel ausgebaut. | BDA-Hist.: Q1678385 Status: Bescheid Stand der BDA-Liste: 2025-06-30 Name: Schloss Krumbach GstNr.: 2427 Schloss Krumbach                          |
| ja   | Datei hochladen | Kapelle hl. Johannes Nepomuk HERIS-ID: 30251 Objekt-ID: 26991          | bei Unterhaus 2 Standort KG: Krumbach                 | Die Nischenkapelle wurde im dritten Viertel des 18. Jahrhunderts zum Schutz einer Wegfurt erbaut. Seit ca. 1845 in Privatbesitz der Familie Josef Reisenbauer, 1985 renoviert, seit 2006 unter Denkmalschutz. | BDA-Hist.: Q37932205 Status: Bescheid Stand der BDA-Liste: 2025-06-30 Name: Kapelle hl. Johannes Nepomuk GstNr.: 2223/1                            |
| ja   | Datei hochladen | Freilichtmuseum, Museumsdorf HERIS-ID: 30247 Objekt-ID: 26986          | Bürgerspital 2 Standort KG: Krumbach                  | Das Museumsdorf neben dem ehemaligen Bürgerspital beinhaltet ein altes Stübl, einen Schüttboden und eine Mühle, die in den 1970er Jahren aus der Umgebung herbeigeschafft wurden. Die Gebäude sind vollständig eingerichtet und möbliert, die Mühle funktionstüchtig. | BDA-Hist.: Q37932155 Status: § 2a Stand der BDA-Liste: 2025-06-30 Name: Freilichtmuseum, Museumsdorf GstNr.: 2235/4, 2250 Museumsdorf Krumbach     |
| ja   | Datei hochladen | Erasmuskapelle HERIS-ID: 30248 Objekt-ID: 26988                        | Kaiserriegl Standort KG: Krumbach                     | Erasmus von Puchheim ließ diese Kapelle 1530 erbauen, aus Dank für die überstandene Türkenbelagerung. 1842 nach einem Brand bei Restaurierungsarbeiten neu aufgebaut. Der Friedhof wurde 1825 von der Pfarrkirche hierher verlegt. | BDA-Hist.: Q37932170 Status: § 2a Stand der BDA-Liste: 2025-06-30 Name: Erasmuskapelle GstNr.: .393                                                |
| ja   | Datei hochladen | Figurenbildstock Abrahamsäule HERIS-ID: 30250 Objekt-ID: 26990         | bei Abrahamplatz 1 Standort KG: Krumbach              | Vermutlich wurde Abraham Mitterpacher von der Kirche mit einem Anathema belegt und ließ zur Sühne 1665 die Säule errichten. Die Figur an der Spitze zeigt die Opferung Isaaks. Die Säule zeigt auf ihren vier Seiten die Leidenswerkzeuge Jesu Christi. | BDA-Hist.: Q37932189 Status: § 2a Stand der BDA-Liste: 2025-06-30 Name: Figurenbildstock Abrahamsäule GstNr.: 182/1                                |
| ja   | Datei hochladen | Flur-/Wegkapelle (Holzbauerkapelle) HERIS-ID: 30258 Objekt-ID: 26998   | Königsegg Ransgraben Standort KG: Krumbach            | | BDA-Hist.: Q37932249 Status: Bescheid Stand der BDA-Liste: 2025-06-30 Name: Flur-/Wegkapelle (Holzbauerkapelle) GstNr.: 217/3                      |